# Liste der Nummer-eins-Hits in den USA (2017)
Dies ist eine Liste der Nummer-eins-Hits in den USA im Jahr 2017. Die Spitzenreiter der US-Hot-100-Singlecharts und der Top-200-Albumcharts werden vom Magazin Billboard veröffentlicht. Die angegebene Chartwoche ist dabei der Verkaufswoche um 16 Tage voraus, d. h. die Woche, die auf den 7. Januar endet, ist die Auswertung der Verkaufswoche, die am 22. Dezember des Vorjahres zu Ende ging.

## Singles
| ← 2016 ← | Liste der Nummer-eins-Hits in den USA | Liste der Nummer-eins-Hits in den USA                               | Liste der Nummer-eins-Hits in den USA | 2018 → |
| \| Zeitraum \| Wo. ges. \| Interpret \| Titel Autor(en) \| Zusätzliche Informationen \| \| (Zeitraum, Wochen auf Platz eins, Interpret, Titel, Autor[en], zusätzliche Informationen) \| \| \| \| \| \| ----------------------------------------------------------------------------------------- \| -------- \| ------------------------------------------------------------------- \| ------------------------------------------------------------------------------------------------------------------------------------------------------- \| ----------------------------------------------------------------------------------------------------------------------------------------------------------------- \| \| 1. Januar 2017 – 7. Januar 2017 1 Woche \| 1 \| The Weeknd feat. Daft Punk \| Starboy Abel Tesfaye, Thomas Bangalter, Guy-Manuel de Homem-Christo, Martin McKinney, Henry Walter, Jason Quenneville \| – \| \| 8. Januar 2017 – 14. Januar 2017 1 Woche (insgesamt 7) \| 7 \| Rae Sremmurd feat. Gucci Mane \| Black Beatles Khalif Brown, Aaquil Brown, Radric Davis, Michael Williams \| – \| \| 15. Januar 2017 – 21. Januar 2017 1 Woche (insgesamt 3) \| 3 \| Migos feat. Lil Uzi Vert \| Bad and Boujee Dimitri Bandz Collins, Quavious Marshall, Kiari Cephus, Robert Mandell, Symere Woods \| – \| \| 22. Januar 2017 – 28. Januar 2017 1 Woche (insgesamt 12) \| 12 \| Ed Sheeran \| Shape of You Ed Sheeran, Steve Mac, Johnny McDaid, Kandi Burruss, Tameka Cottle, Kevin Briggs \| – \| \| 29. Januar 2017 – 11. Februar 2017 2 Wochen (insgesamt 3) \| 3 \| Migos feat. Lil Uzi Vert \| Bad and Boujee Dimitri Bandz Collins, Quavious Marshall, Kiari Cephus, Robert Mandell, Symere Woods \| – \| \| 12. Februar 2017 – 29. April 2017 11 Wochen (insgesamt 12) \| 12 \| Ed Sheeran \| Shape of You Ed Sheeran, Steve Mac, Johnny McDaid, Kandi Burruss, Tameka Cottle, Kevin Briggs \| – \| \| 30. April 2017 – 6. Mai 2017 1 Woche \| 1 \| Kendrick Lamar \| Humble. Kendrick Duckworth, Michael Williams II \| – \| \| 7. Mai 2017 – 13. Mai 2017 1 Woche \| 1 \| Bruno Mars \| That’s What I Like Bruno Mars, Philip Lawrence, Christopher Brody Brown, James Fauntleroy, Johnathan Yip, Ray Romulus, Jeremy Reeves, Ray McCullough II \| – \| \| 14. Mai 2017 – 20. Mai 2017 1 Woche \| 1 \| DJ Khaled feat. Justin Bieber, Quavo, Chance the Rapper & Lil Wayne \| I’m the One Khaled Khaled, Jason Boyd, Justin Bieber, Quavious Marshall, Robert Brackins III, Chancelor Bennett, Dwayne Carter Jr., Nicholas Balding \| – \| \| 21. Mai 2017 – 9. September 2017 16 Wochen \| 16 \| Luis Fonsi & Daddy Yankee feat. Justin Bieber \| Despacito (Remix) Luis Rodríguez, Erika Ender, Ramón Ayala, Justin Bieber, Jason Boyd, Marty James \| Mit 16 Wochen wurde Despacito neben One Sweet Day von Mariah Carey und Boyz II Men der erfolgreichste Nummer-eins-Hit in der Geschichte der Billboard Hot 100.[1] \| \| 10. September 2017 – 30. September 2017 3 Wochen \| 3 \| Taylor Swift \| Look What You Made Me Do Taylor Swift, Jack Antonoff, Fred Fairbrass, Richard Fairbrass, Rob Manzoli \| – \| \| 1. Oktober 2017 – 21. Oktober 2017 3 Wochen \| 3 \| Cardi B \| Bodak Yellow Belcalis Almanzar, Dieuson Octave, Klenord Raphael, Jordan Thorpe, Anthony White \| – \| \| 22. Oktober 2017 – 16. Dezember 2017 8 Wochen \| 8 \| Post Malone feat. 21 Savage \| Rockstar Austin Post, Shayaa Abraham-Joseph, Louis Bell, Olufunmibi Awoshiley \| – \| \| 17. Dezember 2017 – 20. Januar 2018 6 Wochen (insgesamt 6) \| 6 \| Ed Sheeran Duet with Beyoncé \| Perfect Ed Sheeran, Beyoncé Knowles \| – \| |                                       |                                                                     | | |
| ← 2016 |                                       |                                                                     | | → 2018 → |
| Zeitraum | Wo. ges.                              | Interpret                                                           | Titel Autor(en) | Zusätzliche Informationen |
| (Zeitraum, Wochen auf Platz eins, Interpret, Titel, Autor[en], zusätzliche Informationen) |                                       |                                                                     | | |
| 1. Januar 2017 – 7. Januar 2017 1 Woche | 1                                     | The Weeknd feat. Daft Punk                                          | Starboy Abel Tesfaye, Thomas Bangalter, Guy-Manuel de Homem-Christo, Martin McKinney, Henry Walter, Jason Quenneville                                   | – |
| 8. Januar 2017 – 14. Januar 2017 1 Woche (insgesamt 7) | 7                                     | Rae Sremmurd feat. Gucci Mane                                       | Black Beatles Khalif Brown, Aaquil Brown, Radric Davis, Michael Williams                                                                                | – |
| 15. Januar 2017 – 21. Januar 2017 1 Woche (insgesamt 3) | 3                                     | Migos feat. Lil Uzi Vert                                            | Bad and Boujee Dimitri Bandz Collins, Quavious Marshall, Kiari Cephus, Robert Mandell, Symere Woods                                                     | – |
| 22. Januar 2017 – 28. Januar 2017 1 Woche (insgesamt 12) | 12                                    | Ed Sheeran                                                          | Shape of You Ed Sheeran, Steve Mac, Johnny McDaid, Kandi Burruss, Tameka Cottle, Kevin Briggs                                                           | – |
| 29. Januar 2017 – 11. Februar 2017 2 Wochen (insgesamt 3) | 3                                     | Migos feat. Lil Uzi Vert                                            | Bad and Boujee Dimitri Bandz Collins, Quavious Marshall, Kiari Cephus, Robert Mandell, Symere Woods                                                     | – |
| 12. Februar 2017 – 29. April 2017 11 Wochen (insgesamt 12) | 12                                    | Ed Sheeran                                                          | Shape of You Ed Sheeran, Steve Mac, Johnny McDaid, Kandi Burruss, Tameka Cottle, Kevin Briggs                                                           | – |
| 30. April 2017 – 6. Mai 2017 1 Woche | 1                                     | Kendrick Lamar                                                      | Humble. Kendrick Duckworth, Michael Williams II | – |
| 7. Mai 2017 – 13. Mai 2017 1 Woche | 1                                     | Bruno Mars                                                          | That’s What I Like Bruno Mars, Philip Lawrence, Christopher Brody Brown, James Fauntleroy, Johnathan Yip, Ray Romulus, Jeremy Reeves, Ray McCullough II | – |
| 14. Mai 2017 – 20. Mai 2017 1 Woche | 1                                     | DJ Khaled feat. Justin Bieber, Quavo, Chance the Rapper & Lil Wayne | I’m the One Khaled Khaled, Jason Boyd, Justin Bieber, Quavious Marshall, Robert Brackins III, Chancelor Bennett, Dwayne Carter Jr., Nicholas Balding    | – |
| 21. Mai 2017 – 9. September 2017 16 Wochen | 16                                    | Luis Fonsi & Daddy Yankee feat. Justin Bieber                       | Despacito (Remix) Luis Rodríguez, Erika Ender, Ramón Ayala, Justin Bieber, Jason Boyd, Marty James                                                      | Mit 16 Wochen wurde Despacito neben One Sweet Day von Mariah Carey und Boyz II Men der erfolgreichste Nummer-eins-Hit in der Geschichte der Billboard Hot 100. |
| 10. September 2017 – 30. September 2017 3 Wochen | 3                                     | Taylor Swift                                                        | Look What You Made Me Do Taylor Swift, Jack Antonoff, Fred Fairbrass, Richard Fairbrass, Rob Manzoli                                                    | – |
| 1. Oktober 2017 – 21. Oktober 2017 3 Wochen | 3                                     | Cardi B                                                             | Bodak Yellow Belcalis Almanzar, Dieuson Octave, Klenord Raphael, Jordan Thorpe, Anthony White                                                           | – |
| 22. Oktober 2017 – 16. Dezember 2017 8 Wochen | 8                                     | Post Malone feat. 21 Savage                                         | Rockstar Austin Post, Shayaa Abraham-Joseph, Louis Bell, Olufunmibi Awoshiley                                                                           | – |
| 17. Dezember 2017 – 20. Januar 2018 6 Wochen (insgesamt 6) | 6                                     | Ed Sheeran Duet with Beyoncé                                        | Perfect Ed Sheeran, Beyoncé Knowles | – |

## Alben
| ← 2016 ← | Liste der Nummer-eins-Alben in den USA | Liste der Nummer-eins-Alben in den USA | Liste der Nummer-eins-Alben in den USA | 2018 → |
| \| Zeitraum \| Wo. ges. \| Interpret \| Titel \| Zusätzliche Informationen \| \| (Zeitraum, Wochen auf Platz eins, Interpret, Titel, zusätzliche Informationen) \| \| \| \| \| \| ------------------------------------------------------------------------------ \| -------- \| ---------------- \| ----------------------------- \| -------------------------------------------------------------------------------------------------------------------------------------------------------------------------------------------------------------------------------------------------------------------- \| \| 1. Januar 2017 – 14. Januar 2017 2 Wochen \| 2 \| Pentatonix \| A Pentatonix Christmas \| 2014 hatte die A-cappella-Gruppe mit ihrem ersten Weihnachtsalbum That’s Christmas to Me knapp die Spitze verpasst, im zweiten Anlauf schien erneut auf Platz 2 Schluss, aber in der Vorweihnachtswoche schafften die Texaner diesmal doch noch den Sprung auf 1.[2] \| \| 15. Januar 2017 – 11. Februar 2017 4 Wochen (insgesamt 5) \| 5 \| The Weeknd \| Starboy[3] \| – \| \| 12. Februar 2017 – 18. Februar 2017 1 Woche \| 1 \| Migos \| Culture[4] \| – \| \| 19. Februar 2017 – 25. Februar 2017 1 Woche \| 1 \| Big Sean \| I Decided[5] \| – \| \| 26. Februar 2017 – 4. März 2017 1 Woche \| 1 \| (Soundtrack) \| Fifty Shades Darker[6] \| – \| \| 5. März 2017 – 11. März 2017 1 Woche \| 1 \| Future \| Future[7] \| – \| \| 12. März 2017 – 18. März 2017 1 Woche \| 1 \| Future \| Hndrxx[8] \| – \| \| 19. März 2017 – 1. April 2017 2 Wochen \| 2 \| Ed Sheeran \| ÷[9] \| – \| \| 2. April 2017 – 22. April 2017 3 Wochen \| 3 \| Drake \| More Life[10] \| – \| \| 23. April 2017 – 29. April 2017 1 Woche \| 1 \| The Chainsmokers \| Memories…Do Not Open[11] \| – \| \| 30. April 2017 – 20. Mai 2017 3 Wochen (insgesamt 4) \| 4 \| Kendrick Lamar \| Damn[12] \| – \| \| 21. Mai 2017 – 27. Mai 2017 1 Woche \| 1 \| Logic \| Everybody[13] \| – \| \| 28. Mai 2017 – 3. Juni 2017 1 Woche \| 1 \| Harry Styles \| Harry Styles[14] \| – \| \| 4. Juni 2017 – 10. Juni 2017 1 Woche \| 1 \| Linkin Park \| One More Light[15] \| – \| \| 11. Juni 2017 – 17. Juni 2017 1 Woche \| 1 \| Bryson Tiller \| True to Self[16] \| – \| \| 18. Juni 2017 – 24. Juni 2017 1 Woche \| 1 \| Halsey \| Hopeless Fountain Kingdom[17] \| – \| \| 25. Juni 2017 – 1. Juli 2017 1 Woche \| 1 \| Katy Perry \| Witness[18] \| – \| \| 2. Juli 2017 – 8. Juli 2017 1 Woche \| 1 \| Lorde \| Melodrama[19] \| – \| \| 9. Juli 2017 – 22. Juli 2017 2 Wochen \| 2 \| DJ Khaled \| Grateful[20] \| – \| \| 23. Juli 2017 – 5. August 2017 2 Wochen \| 2 \| Jay-Z \| 4:44[21] \| – \| \| 6. August 2017 – 12. August 2017 1 Woche \| 1 \| Lana Del Rey \| Lust for Life[22] \| – \| \| 13. August 2017 – 19. August 2017 1 Woche \| 1 \| Arcade Fire \| Everything Now[23] \| – \| \| 20. August 2017 – 26. August 2017 1 Woche (insgesamt 4) \| 4 \| Kendrick Lamar \| Damn[24] \| – \| \| 27. August 2017 – 2. September 2017 1 Woche \| 1 \| Kesha \| Rainbow[25] \| – \| \| 3. September 2017 – 9. September 2017 1 Woche \| 1 \| Brand New \| Science Fiction[26] \| Das Album stieg auf Platz eins ein und fiel in der zweiten Woche auf Platz 97 zurück. Kein Nummer-eins-Albums war bis dahin in den Billboard 200 innerhalb einer Woche so tief gefallen.[27] \| \| 10. September 2017 – 16. September 2017 1 Woche \| 1 \| Lil Uzi Vert \| Luv Is Rage 2[28] \| – \| \| 17. September 2017 – 23. September 2017 1 Woche \| 1 \| LCD Soundsystem \| American Dream[29] \| – \| \| 24. September 2017 – 30. September 2017 1 Woche \| 1 \| Thomas Rhett \| Life Changes[30] \| – \| \| 1. Oktober 2017 – 7. Oktober 2017 1 Woche \| 1 \| Foo Fighters \| Concrete and Gold[31] \| – \| \| 8. Oktober 2017 – 14. Oktober 2017 1 Woche \| 1 \| The Killers \| Wonderful Wonderful[32] \| – \| \| 15. Oktober 2017 – 21. Oktober 2017 1 Woche \| 1 \| Shania Twain \| Now[33] \| – \| \| 22. Oktober 2017 – 28. Oktober 2017 1 Woche \| 1 \| NF \| Perception[34] \| – \| \| 29. Oktober 2017 – 4. November 2017 1 Woche \| 1 \| Pink \| Beautiful Trauma[35] \| – \| \| 5. November 2017 – 11. November 2017 1 Woche \| 1 \| Niall Horan \| Flicker[36] \| – \| \| 12. November 2017 – 18. November 2017 1 Woche \| 1 \| Kenny Chesney \| Live in No Shoes Nation[37] \| – \| \| 19. November 2017 – 25. November 2017 1 Woche \| 1 \| Sam Smith \| The Thrill of It All[38] \| – \| \| 26. November 2017 – 16. Dezember 2017 3 Wochen (insgesamt 4) \| 4 \| Taylor Swift \| Reputation[39] \| – \| \| 17. Dezember 2017 – 23. Dezember 2017 1 Woche \| 1 \| U2 \| Songs of Experience[40] \| – \| \| 24. Dezember 2017 – 30. Dezember 2017 1 Woche \| 1 \| Luke Bryan \| What Makes You Country[41] \| – \| |                                        |                                        |                                        | |
| ← 2016 |                                        |                                        |                                        | → 2018 → |
| Zeitraum | Wo. ges.                               | Interpret                              | Titel                                  | Zusätzliche Informationen |
| (Zeitraum, Wochen auf Platz eins, Interpret, Titel, zusätzliche Informationen) |                                        |                                        |                                        | |
| 1. Januar 2017 – 14. Januar 2017 2 Wochen | 2                                      | Pentatonix                             | A Pentatonix Christmas                 | 2014 hatte die A-cappella-Gruppe mit ihrem ersten Weihnachtsalbum That’s Christmas to Me knapp die Spitze verpasst, im zweiten Anlauf schien erneut auf Platz 2 Schluss, aber in der Vorweihnachtswoche schafften die Texaner diesmal doch noch den Sprung auf 1. |
| 15. Januar 2017 – 11. Februar 2017 4 Wochen (insgesamt 5) | 5                                      | The Weeknd                             | Starboy                                | – |
| 12. Februar 2017 – 18. Februar 2017 1 Woche | 1                                      | Migos                                  | Culture                                | – |
| 19. Februar 2017 – 25. Februar 2017 1 Woche | 1                                      | Big Sean                               | I Decided                              | – |
| 26. Februar 2017 – 4. März 2017 1 Woche | 1                                      | (Soundtrack)                           | Fifty Shades Darker                    | – |
| 5. März 2017 – 11. März 2017 1 Woche | 1                                      | Future                                 | Future                                 | – |
| 12. März 2017 – 18. März 2017 1 Woche | 1                                      | Future                                 | Hndrxx                                 | – |
| 19. März 2017 – 1. April 2017 2 Wochen | 2                                      | Ed Sheeran                             | ÷                                      | – |
| 2. April 2017 – 22. April 2017 3 Wochen | 3                                      | Drake                                  | More Life                              | – |
| 23. April 2017 – 29. April 2017 1 Woche | 1                                      | The Chainsmokers                       | Memories…Do Not Open                   | – |
| 30. April 2017 – 20. Mai 2017 3 Wochen (insgesamt 4) | 4                                      | Kendrick Lamar                         | Damn                                   | – |
| 21. Mai 2017 – 27. Mai 2017 1 Woche | 1                                      | Logic                                  | Everybody                              | – |
| 28. Mai 2017 – 3. Juni 2017 1 Woche | 1                                      | Harry Styles                           | Harry Styles                           | – |
| 4. Juni 2017 – 10. Juni 2017 1 Woche | 1                                      | Linkin Park                            | One More Light                         | – |
| 11. Juni 2017 – 17. Juni 2017 1 Woche | 1                                      | Bryson Tiller                          | True to Self                           | – |
| 18. Juni 2017 – 24. Juni 2017 1 Woche | 1                                      | Halsey                                 | Hopeless Fountain Kingdom              | – |
| 25. Juni 2017 – 1. Juli 2017 1 Woche | 1                                      | Katy Perry                             | Witness                                | – |
| 2. Juli 2017 – 8. Juli 2017 1 Woche | 1                                      | Lorde                                  | Melodrama                              | – |
| 9. Juli 2017 – 22. Juli 2017 2 Wochen | 2                                      | DJ Khaled                              | Grateful                               | – |
| 23. Juli 2017 – 5. August 2017 2 Wochen | 2                                      | Jay-Z                                  | 4:44                                   | – |
| 6. August 2017 – 12. August 2017 1 Woche | 1                                      | Lana Del Rey                           | Lust for Life                          | – |
| 13. August 2017 – 19. August 2017 1 Woche | 1                                      | Arcade Fire                            | Everything Now                         | – |
| 20. August 2017 – 26. August 2017 1 Woche (insgesamt 4) | 4                                      | Kendrick Lamar                         | Damn                                   | – |
| 27. August 2017 – 2. September 2017 1 Woche | 1                                      | Kesha                                  | Rainbow                                | – |
| 3. September 2017 – 9. September 2017 1 Woche | 1                                      | Brand New                              | Science Fiction                        | Das Album stieg auf Platz eins ein und fiel in der zweiten Woche auf Platz 97 zurück. Kein Nummer-eins-Albums war bis dahin in den Billboard 200 innerhalb einer Woche so tief gefallen.                                                                          |
| 10. September 2017 – 16. September 2017 1 Woche | 1                                      | Lil Uzi Vert                           | Luv Is Rage 2                          | – |
| 17. September 2017 – 23. September 2017 1 Woche | 1                                      | LCD Soundsystem                        | American Dream                         | – |
| 24. September 2017 – 30. September 2017 1 Woche | 1                                      | Thomas Rhett                           | Life Changes                           | – |
| 1. Oktober 2017 – 7. Oktober 2017 1 Woche | 1                                      | Foo Fighters                           | Concrete and Gold                      | – |
| 8. Oktober 2017 – 14. Oktober 2017 1 Woche | 1                                      | The Killers                            | Wonderful Wonderful                    | – |
| 15. Oktober 2017 – 21. Oktober 2017 1 Woche | 1                                      | Shania Twain                           | Now                                    | – |
| 22. Oktober 2017 – 28. Oktober 2017 1 Woche | 1                                      | NF                                     | Perception                             | – |
| 29. Oktober 2017 – 4. November 2017 1 Woche | 1                                      | Pink                                   | Beautiful Trauma                       | – |
| 5. November 2017 – 11. November 2017 1 Woche | 1                                      | Niall Horan                            | Flicker                                | – |
| 12. November 2017 – 18. November 2017 1 Woche | 1                                      | Kenny Chesney                          | Live in No Shoes Nation                | – |
| 19. November 2017 – 25. November 2017 1 Woche | 1                                      | Sam Smith                              | The Thrill of It All                   | – |
| 26. November 2017 – 16. Dezember 2017 3 Wochen (insgesamt 4) | 4                                      | Taylor Swift                           | Reputation                             | – |
| 17. Dezember 2017 – 23. Dezember 2017 1 Woche | 1                                      | U2                                     | Songs of Experience                    | – |
| 24. Dezember 2017 – 30. Dezember 2017 1 Woche | 1                                      | Luke Bryan                             | What Makes You Country                 | – |

## Jahreshitparaden
| ← 2016 ← | Liste der Nummer-eins-Hits in den USA | Liste der Nummer-eins-Hits in den USA                  | Liste der Nummer-eins-Hits in den USA | 2018 →   |
| \| Singles \| Position# \| Alben \| \| -------------------------------------------------------------------------------------------------------------------------------------------------------- \| --------- \| ------------------------------------------------------ \| \| Shape of You Ed Sheeran , Steve Mac, Johnny McDaid, Kandi Burruss, Tameka Cottle, Kevin Briggs \| 1 \| Damn Kendrick Lamar \| \| Despacito (Remix) Luis Fonsi & Daddy Yankee feat. Justin Bieber Luis Rodríguez, Erika Ender, Ramón Ayala, Justin Bieber, Jason Boyd, Marty James \| 2 \| XXIVK Magic Bruno Mars \| \| That’s What I Like Bruno Mars , Philip Lawrence, Christopher Brody Brown, James Fauntleroy, Johnathan Yip, Ray Romulus, Jeremy Reeves, Ray McCullough II \| 3 \| Starboy The Weeknd \| \| Humble Kendrick Lamar Kendrick Duckworth, Michael Williams II \| 4 \| ÷ Ed Sheeran \| \| Something Just Like This The Chainsmokers & Coldplay Andrew Taggert, Guy Berryman, Jonny Buckland, Will Champion, Chris Martin \| 5 \| More Life Drake \| \| Bad and Boujee Migos feat. Lil Uzi Vert Dimitri Bandz Collins, Quavious Marshall, Kiari Cephus, Robert Mandell, Symere Woods \| 6 \| Moana: Original Motion Picture Soundtrack (Soundtrack) \| \| Closer The Chainsmokers feat. Halsey Andrew Taggart, Ashley Frangipane, Shaun Frank, Frederic Kennett, Isaac Slade, Joe King \| 7 \| Stoney Post Malone \| \| Body Like a Back Road Sam Hunt , Zach Crowell, Shane McAnally, Josh Osborne \| 8 \| Culture Migos \| \| Believer Imagine Dragons Dan Reynolds, Wayne Sermon, Ben McKee, Daniel Platzman, Robin Fredriksson, Mattias Larsson, Justin Tranter \| 9 \| Hamilton: An American Musical (Soundtrack) \| \| Congratulations Post Malone feat. Quavo Austin Post, Quavious Marshall, Adam Feeney, Leland Wayne, Louis Bell \| 10 \| 4 Your Eyez Only J. Cole \| |                                       |                                                        |                                       |          |
| ← 2016 |                                       |                                                        |                                       | → 2018 → |
| Singles | Position#                             | Alben                                                  |                                       |          |
| Shape of You Ed Sheeran , Steve Mac, Johnny McDaid, Kandi Burruss, Tameka Cottle, Kevin Briggs | 1                                     | Damn Kendrick Lamar                                    |                                       |          |
| Despacito (Remix) Luis Fonsi & Daddy Yankee feat. Justin Bieber Luis Rodríguez, Erika Ender, Ramón Ayala, Justin Bieber, Jason Boyd, Marty James | 2                                     | XXIVK Magic Bruno Mars                                 |                                       |          |
| That’s What I Like Bruno Mars , Philip Lawrence, Christopher Brody Brown, James Fauntleroy, Johnathan Yip, Ray Romulus, Jeremy Reeves, Ray McCullough II | 3                                     | Starboy The Weeknd                                     |                                       |          |
| Humble Kendrick Lamar Kendrick Duckworth, Michael Williams II | 4                                     | ÷ Ed Sheeran                                           |                                       |          |
| Something Just Like This The Chainsmokers & Coldplay Andrew Taggert, Guy Berryman, Jonny Buckland, Will Champion, Chris Martin | 5                                     | More Life Drake                                        |                                       |          |
| Bad and Boujee Migos feat. Lil Uzi Vert Dimitri Bandz Collins, Quavious Marshall, Kiari Cephus, Robert Mandell, Symere Woods | 6                                     | Moana: Original Motion Picture Soundtrack (Soundtrack) |                                       |          |
| Closer The Chainsmokers feat. Halsey Andrew Taggart, Ashley Frangipane, Shaun Frank, Frederic Kennett, Isaac Slade, Joe King | 7                                     | Stoney Post Malone                                     |                                       |          |
| Body Like a Back Road Sam Hunt , Zach Crowell, Shane McAnally, Josh Osborne | 8                                     | Culture Migos                                          |                                       |          |
| Believer Imagine Dragons Dan Reynolds, Wayne Sermon, Ben McKee, Daniel Platzman, Robin Fredriksson, Mattias Larsson, Justin Tranter | 9                                     | Hamilton: An American Musical (Soundtrack)             |                                       |          |
| Congratulations Post Malone feat. Quavo Austin Post, Quavious Marshall, Adam Feeney, Leland Wayne, Louis Bell | 10                                    | 4 Your Eyez Only J. Cole                               |                                       |          |